# 奧爾斯貝格 (阿爾高州)

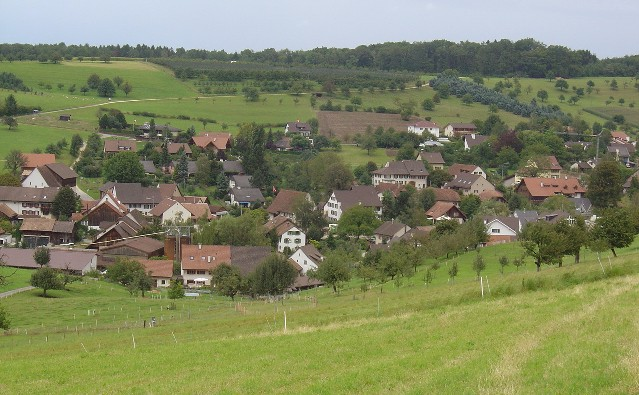

奧爾斯貝格是瑞士的城鎮，位於該國北部，由阿爾高州負責管轄，面積4.62平方公里，海拔高度377米，2012年人口367，四成人口信奉基督教，人口密度每平方公里79人。